# Elporia nigra
Elporia nigra är en tvåvingeart som beskrevs av Elisabeth K. Stuckenberg 1961. Elporia nigra ingår i släktet Elporia och familjen Blephariceridae. Inga underarter finns listade i Catalogue of Life.